# Syrphoctonus impolitus
Syrphoctonus impolitus är en stekelart som först beskrevs av Stelfox 1941.  Syrphoctonus impolitus ingår i släktet Syrphoctonus och familjen brokparasitsteklar. Arten är reproducerande i Sverige. Inga underarter finns listade i Catalogue of Life.